# Díode emissor de llum orgànic fosforescent
Els díodes emissors de llum orgànics fosforescents (PHOLED) són un tipus de díodes emissors de llum orgànics (OLED) que utilitzen el principi de fosforescència per obtenir eficiències internes més altes que els OLED fluorescents. Aquesta tecnologia està actualment en desenvolupament per part de molts grups de recerca industrials i acadèmics.

Ir(mppy)_{3}, un exemple de dopant fosforescent que emet llum verda.

## Mètode de funcionament
Com tots els tipus d'OLED, els OLED fosforescents emeten llum a causa de l'electroluminescència d'una capa de semiconductor orgànic en un corrent elèctric. Els electrons i els forats s'injecten a la capa orgànica als elèctrodes i formen excitons, un estat lligat de l'electró i el forat.
Els electrons i els forats són fermions amb mig espín enter. Un excitó està format per l'atracció coulombica entre l'electró i el forat, i pot estar en estat singlet o en estat triplet, depenent dels estats de spin d'aquestes dues espècies lligades. Estadísticament, hi ha un 25% de probabilitat de formar un estat singlet i un 75% de probabilitat de formar un estat de triplet. La desintegració dels excitons dona lloc a la producció de llum per emissió espontània.
En els OLED que utilitzen només molècules orgàniques fluorescents, la desintegració dels excitons triplets està prohibida mecànicament quànticament per les regles de selecció, el que significa que la vida útil dels excitons triplets és llarga i la fosforescència no s'observa fàcilment. Per tant, s'esperaria que en els OLED fluorescents només la formació d'excitons singlet produeixi l'emissió de radiació útil, posant un límit teòric a l'eficiència quàntica interna (el percentatge d'excions formats que donen lloc a l'emissió d'un fotó) del 25%.
Tanmateix, els OLED fosforescents generen llum tant a partir d'excitons triplets com de singlet, permetent que l'eficiència quàntica interna d'aquests dispositius arribi gairebé al 100%.
Això s'aconsegueix habitualment dopant una molècula hoste amb un complex organometàl·lic. Aquests contenen un àtom de metall pesant al centre de la molècula, per exemple platí o iridi, dels quals el complex emissor de verd Ir(mppy) 3 és només un dels molts exemples. La gran interacció espín-òrbita experimentada per la molècula a causa d'aquest àtom de metall pesant facilita l'encreuament entre sistemes, un procés que barreja el caràcter singlet i triplet dels estats excitats. Això redueix la vida útil de l'estat triplet, per tant la fosforescència s'observa fàcilment.

## Aplicacions
A causa del seu nivell potencialment alt d'eficiència energètica, fins i tot en comparació amb altres OLED, els PHOLED s'estan estudiant per al seu ús potencial en pantalles de pantalla gran com ara monitors d'ordinador o pantalles de televisió, així com necessitats generals d'il·luminació. Un ús potencial dels PHOLED com a dispositius d'il·luminació és cobrir les parets amb panells de llum PHOLED de gran superfície. Això permetria que les habitacions senceres brillin de manera uniforme, en lloc de requerir l'ús de bombetes que distribueixen la llum de manera desigual per tota una habitació. El Departament d'Energia dels Estats Units ha reconegut el potencial d'estalvi d'energia massiu mitjançant l'ús d'aquesta tecnologia i, per tant, ha atorgat 200.000 USD en contractes per desenvolupar productes PHOLED per a aplicacions d'il·luminació general.